# Stave (Nordland)
Stave est une localité du comté de Nordland, en Norvège.

## Géographie
Administrativement, Stave fait partie de la kommune d'Andøy.